# Can Planells (Blanes)
Can Planells és una obra de Blanes (Selva) protegida com a Bé Cultural d'Interès Local.

## Descripció
Edifici cantoner situat entre la plaça de la Verge Maria i el carrer del Raval. Les obertures s'ordenen seguint eixos verticals. Les obertures de la planta baixa i les cantonades estan fetes de pedra. La volada dels balcons és menor en els pisos superiors. El sistema constructiu emprat és de parets de càrrega que configuren els espais interiors de l'edifici.